# Стадион Рамон Агилера
Стадион Рамон Агилера (шп. Estadio Ramon Tahuichi Aguilera Costas, је стадион у Санта Крузу, Боливија. Има капацитет од 38.000 места. Фудбалска репрезентација, као и локални тимови тамо играју своје домаће утакмице. Отворен је 1940. године. Овај стадион је био један од домаћина Копа Америка 1997. и Копа Либертадорес такмићење. 

## Историјат стадиона

### Промене имена
Када је отворен стадион је добио име Департаментал де Санта Круз (Estadio Departamental de Santa Cruz), па нда је 1972. године, после смрти возача и легенде ауто спорта Вили Бендека, је донета одлука да се стадион преименује у Стадион Вилија Бендека.
Током 1979. године одржано је такмичење за младе до 15. година у Аргентини. Прво место је освојила екипа из Боливије, тачније екипа академије Тахуичи Агилера. Овај успех је допринео одлуци да се стадион преименује и добије име по оснивачу академије Рамону Агилери (Ramón "Tahuichi" Aguilera Costas).

### Реновације
Најновија реновација је биа у периоду од 2014. фо 2020. године а цена коштања је износила 48 милиона боливара. Прва фаза је укључивала нова купатила, подземне гараже, свлачионице, сигурносне каере, дневне боравке и новинарске сале. Ова фаза је завршена 2016. године. 
У другој фази су одрађени рефлектори, додатна седишта и свлачионице за судије и остале званичнике. 
Трећа фаза је завршена 2019. године.
Када реновирање буде потпуно завршено, капацитет стадиона ће бити довољна да прими 40.000 гледалаца.